# 噶玛噶举派

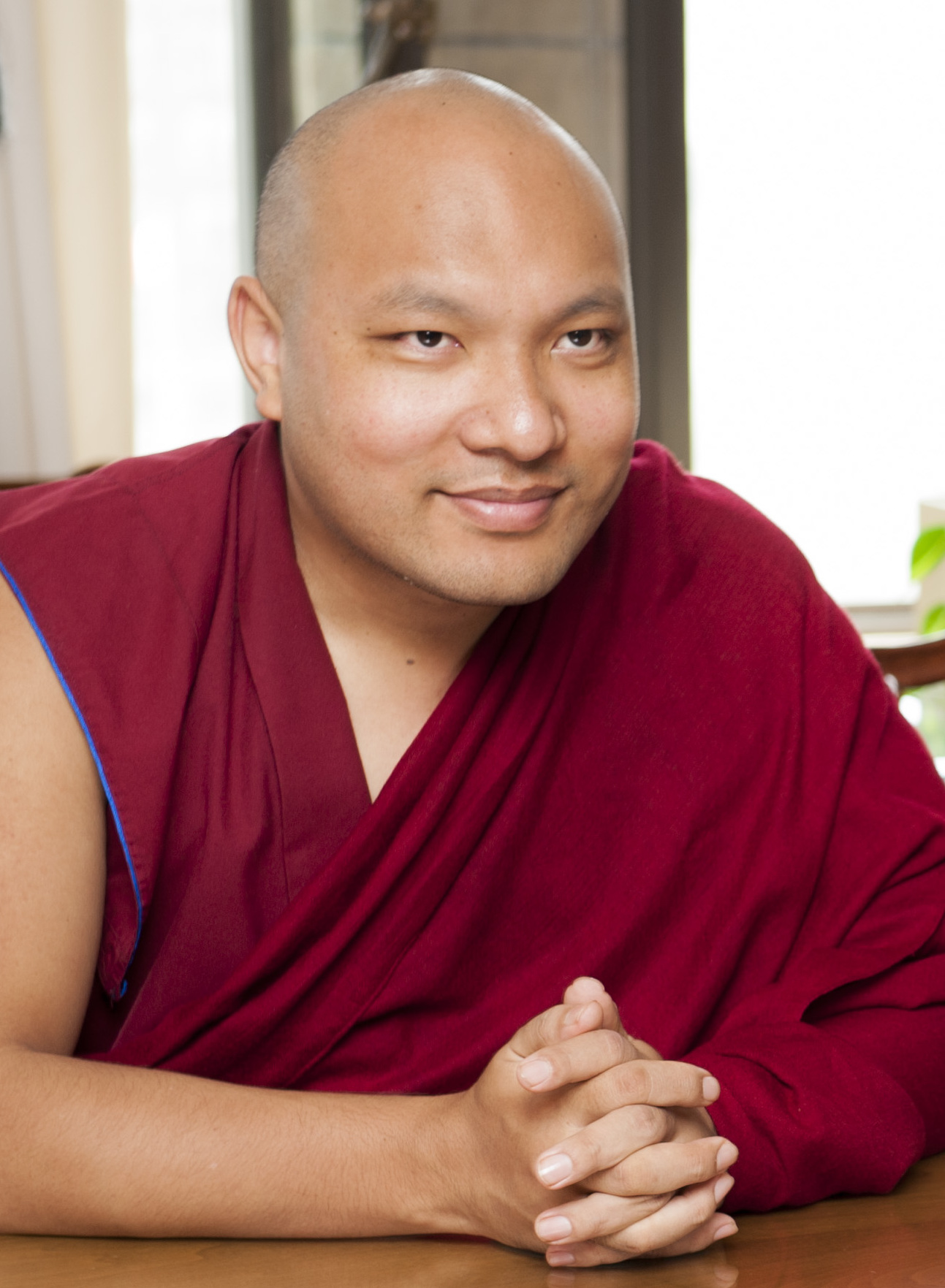
第十七世噶玛巴·伍金赤列多吉

噶瑪巴旗

噶玛噶举派（藏語：ཀརྨ་བཀའ་བརྒྱུད，威利转写：karma bka'-brgyud）是藏传佛教噶举派中广泛流行的一个宗派，因其开山祖师马尔巴与米拉日巴等人身着白色僧衣，俗称“白教”，是藏传佛教中最早采用活佛转世传承的宗派；创始人为杜松虔巴，其法嗣传承人的名字前均冠以“噶玛”两字。噶瑪噶擧派的最高精神领袖为噶玛巴（又称大宝法王），信众遍布中国、蒙古、俄罗斯、印度、尼泊尔、不丹等60多个国家和地区。第二世噶玛巴与第五世噶玛巴曾分别担任过蒙古大汗忽必烈与明朝皇帝明成祖的国师。當今噶瑪巴為第十七世噶玛巴·伍金赤列多吉。
噶举派学说以月称派中观见爲主，重密宗，傳授采取口耳相傳，曾融合噶当派教义；修习上，噶举派注重修身，主修大手印法。

## 历史
1147年，噶玛巴·杜松虔巴在康区噶玛地方创建噶玛丹萨寺弘法，形成新的噶举派支系——噶玛噶举派；1187年，杜松虔巴在堆龙楚布地方建立楚布寺，成为噶玛噶举派主寺与历代噶玛巴的驻锡地。

## 派系

### 黑帽系
黑帽系為噶玛噶举派最主要的支系。1256年（元宪宗6年），蒙哥賜給杜松虔巴再傳弟子噶玛拔希一頂金邊黑色僧帽與一枚金印，其法嗣传承因此得名“黑帽系”，活佛被尊稱為噶瑪巴。噶玛拔希圓寂后被追認爲杜松虔巴轉世，即黑帽系第二世活佛。自第五世噶玛巴·德新谢巴被明成祖封为“大宝法王”后直到明末，历代黑帽系活佛均承袭“大宝法王”封号，傳承至今已至第十七世噶玛巴·伍金赤列多吉。

### 紅帽系
第三世噶玛巴·让炯多杰弟子扎巴僧格曾從元朝皇室獲賜一頂紅色僧帽，故其法嗣传承得名“紅帽系”，活佛稱夏玛巴。1333年（元統元年）,扎巴僧格建立乃囊寺作为根本道场传法授徒。1490年（弘治4年），第四世夏玛巴·却扎益西建立羊八井寺，此後羊八井寺成为红帽系主寺。红帽系活佛传承至第十世夏玛巴·却朱嘉措时，因其勾结廓尔喀统治者发兵入侵后藏，被清军击败，却朱嘉措自杀，羊八井寺等红帽系寺院被查抄，僧人皆被勒令改宗格鲁派，乾隆帝下令不准却朱嘉措转世，红帽系自此绝传。

### 巴俄系
巴俄活佛傳承源于乃朗寺，活佛稱巴吾活佛。巴俄系以拉隆寺为主寺，第五世达赖喇嘛时期，拉隆寺改宗格鲁派，该活佛系统恢复乃囊寺为主寺。第二世巴吾活佛巴俄·祖拉陈瓦著有藏史巨著《贤者喜宴》；至第九世巴俄活佛后，该系传承再未见史料记载。

### 司徒系
司徒系源于噶玛噶举派祖寺噶玛丹萨寺。1407年，第五世噶瑪巴之徒丘吉嘉称進京覲見明成祖，受賜黑色僧帽與水晶印璽，受封广定大司徒，得号灌顶圆通妙济国师，自此其法嗣傳承稱爲大司徒巴。1727年（雍正5年），第五世大司徒巴却吉嘉岑帕桑修建八邦寺后，司徒派遂以该寺为主寺，法嗣延续至今已至第十二世大司徒巴·贝玛东由宁杰旺波。

### 贾曹系
贾曹系源于楚布寺黑帽系，后形成贾曹转世系统，法嗣传承至今。